# ルカ・マッツァンティ
ルカ・マッツァンティ（Luca Mazzanti、1974年2月4日 - ）は、イタリア、ボローニャ出身の自転車競技（ロードレース）選手。

## 経歴
1997年にプロ転向。ジロ・デ・イタリア初出場、総合41位。
1998年、グランプリ・ド・フルミー優勝。
1999年、ツール・ド・フランス初出場、総合137位。
2005年、ジロ・デ・イタリア第4ステージ勝利、総合39位。
2006年、ジロ・デ・イタリア総合20位。
2009年より、カチューシャに在籍。
2013年、ファルネーゼ・ヴィーニ - セッレ・イタリアに移籍。